# Сантароза, Санторре ди

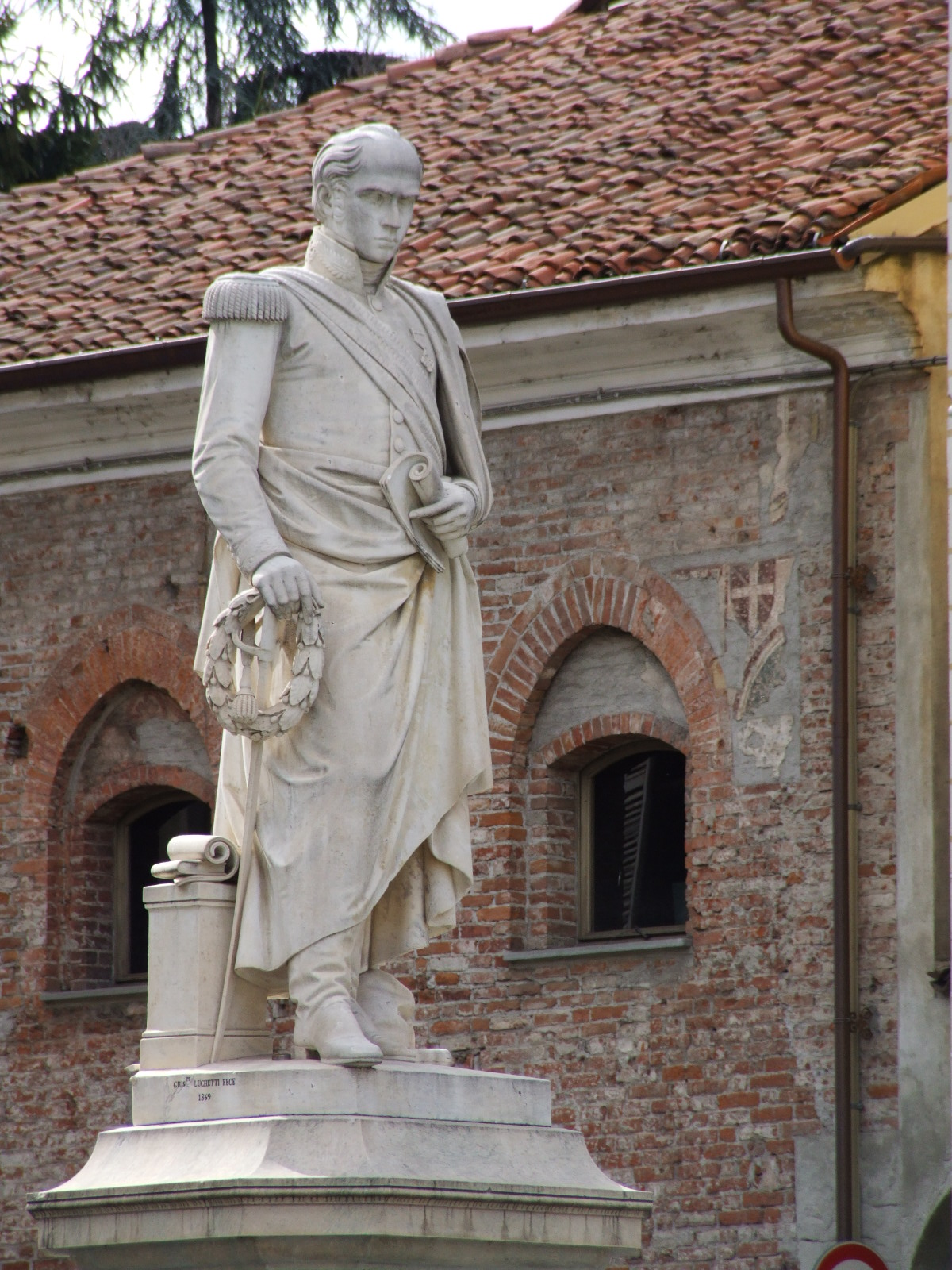
Статуя в Савильяно

Санторре ди Сантароза (итал. Santorre di Santarosa), полное имя Санторре Аннибале де Росси ди Помероло, граф Сантароза (итал. Santorre Annibale Derossi, conte di Pomerolo, signore di Santarosa); 18 ноября 1783, Савильяно — 26 апреля 1825, Пилос) — итальянский революционер, один из лидеров движения за объединение Италии, участник национально-освободительной революции в Греции.

## Биография
Сантароза родился на северо-западе Италии в городе Савильяно, недалеко от Кунео, тогда территория королевства Сардиния. Его отец был офицером сардинской (пьемонтской) армии и погиб в сражении при Мондови в 1796 году. Его семья совсем недавно получила дворянский титул и не была богатой.
После аннексии Пьемонта Францией в 1802 году Сантароза поступил на службу к Наполеону.
В 1812—1814 годах был заместителем префекта в городе Специя. Он сохранил лояльность Савойскому королевскому двору и с реставрацией Сардинского королевства в 1814 году продолжил свою службу.
В 1815 году, во время короткой кампании сардинской армии на юго-восточной границе Франции, он служил капитаном гренадеров и после этого поступил в военное министерство. Усиление власти Австрии в Италии в 1815 году низвело его страну в позицию зависимой и послужило причиной роста итальянского патриотизма; Сантароза разделял эти настроения. Революционная волна 1820 года от Испании до Неаполя создала предпосылки для патриотов обеспечить независимость Италии.
Когда в 1821 году австрийская армия двинулась на юг подавлять неаполитанцев, Сантароза ушел в подполье и организовал движение пьемонтцев в поддержку неаполитанцев, атакуя австрийские линии коммуникаций. Подпольщики пытались обеспечить поддержку принца Carignano, впоследствии короля Карла Альберта, который разделял их патриотические побуждения. 6 марта 1821 года Сантароза и три его соратника встретились с принцем. 10 марта они провозгласили испанскую конституцию, но движение не получило широкой поддержки и вскоре было раздавлено. Во время короткого господства его партии Сантароза проявил свою решительность и характер. Поэтому после ареста он скорее всего умер бы на эшафоте, если бы его сторонники не спасли его.
Он бежал во Францию и жил некоторое время в Париже под именем Conti. Здесь он написал на французском и опубликовал в 1822 году свою «Пьемонтскую революцию» с посвящением Виктору Кузену, который оказал ему помощь.
Французские власти обнаружили его убежище. Он был арестован и выдворен из Парижа. После небольшой остановки в Бурже Сантароза уехал в Англию, где нашел приют у Уго Фосколо. Затем он переехал в Ноттингем, надеясь заработать себе на жизнь уроками французского и итальянского. Сантароза прозябал в нищете и потому, кроме его революционного духа, последовал за своим земляком Джачинто ди Колленьо, когда тот собрался ехать в ноябре 1824 года воевать на стороне восставшей Греции.
26 апреля 1825 года, принимая участие в обороне острова Сфактерия и Пилоса от высаживающейся египетско-турецкой армии, Сантароза погиб (см.Бриг Арес, ,).

## Память
- Памятник-обелиск установлен в память графа Сантароза на месте его гибели, на острове Сфактерия.
- Именем графа Сантароза названы улицы во многих греческих городах.
- Город Пилос, где он погиб, стал побратимом его родного города Савильяно.